# Liga Nacional de Guatemala 1979-80
La Liga Nacional de Guatemala 1979/80 es el vigésimo octavo torneo de Liga de fútbol de Guatemala. El campeón del torneo fue el Comunicaciones, consiguiendo su noveno título de liga en una trágica triangular por el título.

## Formato
El formato del torneo era de todos contra todos a dos vueltas, donde los ocho primeros lugares clasificaban octogonal final; el primer lugar de la octagonal final era el campeón.  En caso de empate por puntos se realizaría una serie extra de partidos a visita recíproca para determinar quien era el campeón, la cual podría ser entre dos o más equipos.  El último lugar de la liguilla, descendería a la categoría inmediata inferior.
Por ganar el partido se otorgaban 2 puntos, si era empate era un punto, por perder el partido no se otorgaban puntos.

## Equipos participantes
| Club                  | Ciudad              | Departamento   | Estadio                            |
| --------------------- | ------------------- | -------------- | ---------------------------------- |
| Aurora                | Ciudad de Guatemala | Guatemala      | Estadio del Ejército               |
| Chiquimula            | Chiquimula          | Chiquimula     | Estadio Las Victorias              |
| Cobán Imperial        | Cobán               | Alta Verapaz   | Estadio José Ángel Rossi           |
| Comunicaciones        | Ciudad de Guatemala | Guatemala      | Estadio Mateo Flores               |
| Finanzas Industriales | Amatitlán           | Guatemala      | Estadio Municipal de Amatitlán     |
| Galcasa               | Villa Nueva         | Guatemala      | Estadio Galcasa de Villa Nueva     |
| Juventud Retalteca    | Retalhuleu          | Retalhuleu     | Estadio Óscar Monterroso Izaguirre |
| Municipal             | Ciudad de Guatemala | Guatemala      | Estadio Mateo Flores               |
| Suchitepéquez         | Mazatenango         | Suchitepéquez  | Estadio Carlos Salazar Hijo        |
| Tipografía Nacional   | Ciudad de Guatemala | Guatemala      | Estadio Mateo Flores               |
| Tiquisate             | Tiquisate           | Escuintla      | Estadio Municipal de Tiquisate     |
| Xelajú MC             | Quetzaltenango      | Quetzaltenango | Estadio Mario Camposeco            |

### Equipos por Departamento
| Departamento                                      | N.º | Equipos                                                                                 |
| ------------------------------------------------- | --- | --------------------------------------------------------------------------------------- |
| Alta Verapaz                                      | 1   | Cobán Imperial                                                                          |
| Chiquimula                                        | 1   | Chiquimula                                                                              |
| Escuintla                                         | 1   | Tiquisate.                                                                              |
| Guatemala                                         | 6   | Aurora, Comunicaciones, Finanzas Industriales, Galcasa, Municipal, Tipografía Nacional. |
| Quetzaltenango                                    | 1   | Xelajú MC.                                                                              |
| Archivo:Coat of arms of Retalhuleu.gif Retalhuleu | 1   | Juventud Retalteca                                                                      |
| Suchitepéquez                                     | 1   | Suchitepéquez                                                                           |

## Fase de clasificación
|  | Pos. | Equipos               | PJ | PG | PE | PP | GF | GC | Dif. | PTS | Clasificación                   |
|  | ---- | --------------------- | -- | -- | -- | -- | -- | -- | ---- | --- | ------------------------------- |
|  | 1º   | Comunicaciones        | 22 | 11 | 9  | 2  | 33 | 12 | +21  | 31  | Octagonal por el campeonato     |
|  | 2º   | Juventud Retalteca    | 22 | 13 | 5  | 4  | 36 | 16 | +20  | 31  | Octagonal por el campeonato     |
|  | 3º   | Cobán Imperial        | 22 | 10 | 8  | 4  | 38 | 22 | +26  | 28  | Octagonal por el campeonato     |
|  | 4º   | Aurora                | 22 | 8  | 10 | 4  | 28 | 19 | +9   | 26  | Octagonal por el campeonato     |
|  | 5º   | Municipal             | 22 | 6  | 12 | 4  | 30 | 25 | +5   | 24  | Octagonal por el campeonato     |
|  | 6º   | Xelajú MC             | 22 | 7  | 10 | 5  | 27 | 29 | -2   | 24  | Octagonal por el campeonato     |
|  | 7º   | Tipografía Nacional   | 22 | 6  | 8  | 8  | 22 | 21 | +1   | 20  | Octagonal por el campeonato     |
|  | 8º   | Suchitepéquez         | 22 | 4  | 12 | 6  | 25 | 25 | 0    | 20  | Octagonal por el campeonato     |
|  | 9°   | Galcasa               | 22 | 7  | 6  | 9  | 25 | 28 | -3   | 20  | Cuadrangular por la permanencia |
|  | 10º  | Finanzas Industriales | 22 | 3  | 9  | 10 | 16 | 25 | -9   | 15  | Cuadrangular por la permanencia |
|  | 11°  | Tiquisate             | 22 | 4  | 5  | 13 | 23 | 61 | -38  | 13  | Cuadrangular por la permanencia |
|  | 12°  | Chiquimula            | 22 | 4  | 4  | 14 | 23 | 43 | -20  | 12  | Cuadrangular por la permanencia |
|  |      |                       |    |    |    |    |    |    |      |     |                                 |

## Fase final

### Octagonal por el campeonato
|  | Pos. | Equipos             | PJ | PG | PE | PP | GF | GC | Dif. | PTS | Clasificación                             |
|  | ---- | ------------------- | -- | -- | -- | -- | -- | -- | ---- | --- | ----------------------------------------- |
|  | 1º   | Cobán Imperial      | 14 | 7  | 5  | 2  | 23 | 11 | +12  | 19  | Triangular de desempate por el campeonato |
|  | 2º   | Comunicaciones      | 14 | 6  | 7  | 1  | 20 | 11 | +9   | 19  | Triangular de desempate por el campeonato |
|  | 3º   | Municipal           | 14 | 7  | 5  | 2  | 22 | 18 | +4   | 19  | Triangular de desempate por el campeonato |
|  | 4º   | Suchitepéquez       | 14 | 4  | 5  | 5  | 16 | 12 | +4   | 13  |                                           |
|  | 5º   | Juventud Retalteca  | 14 | 4  | 5  | 5  | 12 | 14 | -2   | 13  |                                           |
|  | 6º   | Aurora              | 14 | 3  | 5  | 6  | 15 | 20 | -5   | 11  |                                           |
|  | 7º   | Xelajú MC           | 14 | 3  | 3  | 8  | 11 | 19 | -8   | 9   |                                           |
|  | 8º   | Tipografía Nacional | 14 | 3  | 3  | 8  | 13 | 26 | -13  | 9   |                                           |
|  |      |                     |    |    |    |    |    |    |      |     |                                           |

### Triangular de desempate por el campeonato
|  | Pos. | Equipos        | PJ | PG | PE | PP | GF | GC | Dif. | PTS | Clasificación |
|  | ---- | -------------- | -- | -- | -- | -- | -- | -- | ---- | --- | ------------- |
|  | 1º   | Comunicaciones | 4  | 2  | 2  | 0  | 4  | 2  | +2   | 6   | Campeón       |
|  | 2º   | Cobán Imperial | 4  | 2  | 1  | 1  | 5  | 3  | +2   | 5   |               |
|  | 3º   | Municipal      | 4  | 0  | 1  | 3  | 2  | 6  | -4   | 1   |               |
|  |      |                |    |    |    |    |    |    |      |     |               |

Durante el partido de Cobán Imperial contra Comunicaciones, disputado en el Estadio José Ángel Rossi, con resultado favorable a Comunicaciones, la afición local, aduciendo ayudas arbitrales hacia el equipo capitalino, provocó disturbios dentro y fuera del estadio, causando la muerte de cuatro personas; una de las mayores tragedias en la historia del fútbol guatemalteco.

## Campeón
| Campeón Temporada 1979-80 |
| Comunicaciones 9º Título  |
| ------------------------- |

## Cuadrangular por la permanencia
|  | Pos. | Equipos               | PJ | PG | PE | PP | GF | GC | Dif. | PTS | Clasificación |
|  | ---- | --------------------- | -- | -- | -- | -- | -- | -- | ---- | --- | ------------- |
|  | 9°   | Galcasa               | 6  | 3  | 1  | 2  | 11 | 6  | +5   | 7   |               |
|  | 10º  | Chiquimula            | 6  | 3  | 1  | 2  | 9  | 6  | +3   | 7   |               |
|  | 11°  | Finanzas Industriales | 6  | 2  | 1  | 3  | 4  | 7  | -3   | 5   |               |
|  | 12°  | Tiquisate             | 6  | 2  | 1  | 3  | 6  | 11 | -5   | 5   | Descenso      |
|  |      |                       |    |    |    |    |    |    |      |     |               |

## Clasificación a torneos internacionales
|  | Pos. | Equipos             | PJ | PG | PE | PP | GF | GC | Dif. | PTS | Clasificación                                                                            |
|  | ---- | ------------------- | -- | -- | -- | -- | -- | -- | ---- | --- | ---------------------------------------------------------------------------------------- |
|  | 1º   | Cobán Imperial      | 14 | 7  | 5  | 2  | 23 | 11 | +12  | 19  | Copa de Campeones de la Concacaf 1980 - Primera fase Copa Fraternidad 1980 - Primera ase |
|  | 2º   | Comunicaciones      | 14 | 6  | 7  | 1  | 20 | 11 | +9   | 19  | Copa de Campeones de la Concacaf 1980 - Primera fase Copa Fraternidad 1980 - Primera ase |
|  | 3º   | Municipal           | 14 | 7  | 5  | 2  | 22 | 18 | +4   | 19  | Copa Fraternidad 1980 - Primera fase                                                     |
|  | 4º   | Suchitepéquez       | 14 | 4  | 5  | 5  | 16 | 12 | +4   | 13  | Copa Fraternidad 1980 - Primera fase                                                     |
|  | 5º   | Juventud Retalteca  | 14 | 4  | 5  | 5  | 12 | 14 | -2   | 13  |                                                                                          |
|  | 6º   | Aurora              | 14 | 3  | 5  | 6  | 15 | 20 | -5   | 11  |                                                                                          |
|  | 7º   | Xelajú MC           | 14 | 3  | 3  | 8  | 11 | 19 | -8   | 9   |                                                                                          |
|  | 8º   | Tipografía Nacional | 14 | 3  | 3  | 8  | 13 | 26 | -13  | 9   |                                                                                          |
|  |      |                     |    |    |    |    |    |    |      |     |                                                                                          |